# Pipí I d'Aquitània
Pipí I (797 – 13 de desembre de 838) fou rei d'Aquitània. Era el segon fill de l'Emperador Lluís el Pietós amb la seva primera esposa, Ermengarda d'Hesbaye.

## Biografia

### Co-govern amb el seu pare
L'agost de 817, el seu pare Lluís el Pietós, durant el seu regnat com a emperador, va incorporar els seus fills adults Lotari, Pipí i Lluís al govern. Va assignar a cada un dels seus fills un regne dins l'Imperi. Pipí va rebre Aquitània que havia estat el sub-regne del mateix Lluís en temps de Carlemany, però l'any 820 Lluís es va tornar a casar, amb Judit de Baviera, amb qui el 823 tindria un fill. El naixement d'aquest nou fill, de nom Carles, va acabar amb els pactes establerts a l'Ordenatio Imperii, ja que els intents del seu pare Lluís de deixar part de l'herència al seu nou fill van topar amb l'oposició dels tres fills de la primera esposa. Finalment, el 829 Lluís va donar Alemanya a Carles, disminuint significativament la porció que havia estat assignada al seu hereu Lotari.

### Primera guerra civil
Amb el suport dels seus germans, Lotari va acusar Judit d'haver comès adulteri amb el comte de Barcelona Bernat de Septimània, i a Carles de ser un fill bastard.
Pipí es va rebel·lar l'any 830, instigat per Vala de Corbie, conseller de son germà Lotari. Amb un exèrcit de gascons es va encaminar cap a París, amb l'ajut dels neustrians.
Quan Lluís tornava d'una campanya a Bretanya, es va trobar el seu imperi enmig d'una guerra civil i va ser capturat per Pipí prop de Compiègne.
Pipí d'Aquitània i Lluís el Germànic havien empresonat a la seva segona esposa Judit a Poitiers, i Bernat de Septimània havia hagut de fugir a Barcelona. No obstant això, la rebel·lió es va aturar.

### Segona guerra civil
A la dieta de Thionville de la tardor del 831 estaven presents els seus germans Lotari I i Lluís de Baviera; Pipí I d'Aquitània va excusar amb diversos motius la seva assistència tot i les ordres directes de l'emperador, però finalment, sota ordre paterna, es va haver de presentar el desembre a Aquisgrà on estava Lluís el Pietós; aquest el va amonestar i li va ordenar de restar al seu costat i no absentar-se sense el seu permís, el que era una mena d'arrest. Però després de les festes de Nadal Pipí es va evadir el dia dels sants Innocents (28 de desembre del 831) sortint de nit cap a Aquitània, acompanyat dels senyors que li eren més afectes. Hi va haver fins i tot una mena de lligam secret amb Bernat de Septimània, que al seu torn estava descontent per no haver estat restablert en la seva posició a la cort.
Berenguer, comte de Tolosa i conseller de Pipí, li va aconsellar de no revoltar-se però Bernat de Septimània el va instigar. A principis del 832, Lluís el Pietós va convocar una dieta a Orleans per discutir els mètodes de restablir a Pipí en l'obediència. Lotari i Pipí i foren cridats, però Lluís va donar suport al seu germà i no hi va anar; aspirava a la part de Germània destinada al seu germanastre Carles el Calb. Lluís el Pietós va iniciar la campanya contra els seus fills rebels. Berenguer, lleial a l'emperador, va entrar als dominis de Bernat, apoderant-se d'alguns d'ells, amb seguretat el Rosselló (amb el Vallespir), probablement també Rasès i el Conflent. El 2 de febrer del 832 Berenguer ja era a Elna.
Lluís el Pietós es va dirigir cap a Aquitània per a reprimir la revolta, però la insurrecció de son fill Lluís a Baviera el va apartar d'aquesta empresa. Lluís no va aconseguir suport de la noblesa de Germània i els soldats es van declarar per l'emperador, havent de retirar-se i sotmetre's. Acabada la seva tasca a Germània, Lluís el Pietós va anar a Orleans on el setembre va convocar una dieta a la que va cridar a Pipí; aquest se sentia molt culpable i no va gosar presentar-se; va fer veure que hi anava però va marxar d'un costat a l'altre sense arribar a Orleans i l'emperador va decidir anar a buscar-lo a Aquitània i es va dirigir cap al palau de Joac (Jocundiacum), a la vora de Llemotges. Pipí, veient que no podia escapar a la persecució del seu pare, es va anar a tirar als seus peus i li va demanar perdó que l'emperador li va concedir. Va fer una assemblea a Joac on l'emperador va presentar els retrets corresponents a Pipí; per assegurar la seva fidelitat li va ordenar marxar a Trèveris amb la seva esposa i els seus fills, i li va prohibir sortir de la ciutat fins a nova ordre; també va haver de donar testimoni de la seva submissió.
El 4 d'octubre Lluís el Pietós encara era a Joac segons una carta d'aquesta data, emesa "al lloc de Juvenciacum" per la qual donava el poble de Fontaines a la diòcesi de Tolosa, dependent del seu domini, a un dels seus vassalls de nom Adalbert, amb el permís de posseir-lo en propietat i de disposar com volgués. Això demostraria que el regne d'Aquitània li havia estat confiscat a Pipí doncs Lluís el Pietós hi exercia l'autoritat reial. No és clar si fou a la mateixa assemblea quan en fou desposseït o bé uns dies després quan Pipí, que havia fingit obeir i marxar a Trèveris, es va dirigir a Doué a l'Anjou (França), amb una escorta, i a la nit es va fer segrestar pels seus propis servidors, restant a Aquitània anant d'un lloc a l'altre; això hauria irritat a l'emperador que l'hauria desposseït. Lluís el Pietós va restar a Aquitània unes setmanes i finalment va entregar el regne al seu fill de 9 anys Carles el Calb del qui va rebre el jurament de fidelitat junt amb el dels principals senyors del país. El Pietós va fer un darrer intent de sotmetre a Pipí i va convocar una assemblea dins Aquitània, el dia de Sant Martí (11 de novembre) a la qual el va cridar. Però Pipí, rebel i obstinat, va refusar anar-hi i encara va fustigar a les tropes del seu pare, que unit a les pluges extremament abundants d'aquella tardor seguides d'un fred rigorós a l'inici de l'hivern va obligar l'emperador a despatxar el seu exèrcit i se'n va anar al palau de Rest, a l'Anjou, a la riba del Loire, i després a le Mans, on va passar les festes de Nadal fins que al començament del 833 va anar cap a Aquisgrà.
La revolta de Pipí va arrossegar als seus dos germans Lotari I i Lluís de Baviera. Durant l'hivern (principis del 833) els tres prínceps van ajustar una aliança contra el seu pare al qui atribuïen el desig de desheretar-los contra el jurament que havia fet el 817. El tres rebels van cridar els seus partidaris que estaven desterrats i van intentar revoltar als pobles al seu favor. Al front del rebels es va posar Matfred d'Orleans mentre el bisbe Ebó de Reims quedava com a principal conseller de Lotari. Lluís el Pietós va reunir un exèrcit lleial a Worms al començament de la Quaresma i va marxar contra els rebels que s'havien reunit a Alsàcia entre Estrasburg i Basilea, prop de Colmar, en un lloc anomenat Rotfelth (que vol dir "Camp Roig"), situat entre Brisach i el riu Ell, després conegut com a "Camp de la Mentida" o Lugenfeld i avui dia Rotleube. Lotari havia aconseguit el suport del papa Gregori IV que el va seguir des d'Itàlia amb tota la cort romana amb el pretext de mediar sobre la pau dins la família reial. Lluís el Pietós va intentar primer, com habitualment, la via de la negociació i va enviar delegats per convidar-los a sotmetre's i subjectar-se a la seva clemència; però tot fou inútil; també va enviar delegats al papa per queixar-se que després de la seva arribada no l'havia anat a trobar i de protegir els rebels. Els bisbes lleials a Lluís ja s'havien declarat contra el papa després de córrer el rumor que els volia excomunicar incloent a l'emperador mateix si no restituïa en els seus drets a Lotari, i de comú acord es van avançar i el van excomunicar per arrogar-se facultats que els cànons no li concedien i van amenaçar amb la seva deposició per haver anat a l'imperi sense haver estat cridat. Els tres prínceps rebels van contestar al pare ferma però respectuosament: ells no havien fet cap falta doncs la iniciativa havia sorgit del pare quan els havia desheretat a instància de certes persones de les que seguia fàcilment els mals consells i que no feia cap intent de conservar la pau restablint la partició del 817, ja que les posteriors eren sempre massa favorables a Judit de Baviera i els seus interessos, i que aquesta emperadriu tenia massa ascendent sobre l'emperador i el dominava impedint-li desheretar a Carles (futur Carles el Calb).
Els dos exèrcits esperaven el senyal per l'enfrontament quan l'emperador fou avisat de l'arribada de Gregori IV al seu campament; el papa fou rebut fredament i els sos homes van tenir una entrevista curta; Gregori va restar llavors al campament i va seguir negociant i va començar a influir en Lluís al qui segons alguns va convèncer de ser designat àrbitre en el conflicte (segons altres es va retirar sense aconseguir res positiu); en aquesta condició va retornar al campament de Lotari que no podia acceptar amb honor les condicions de pau que oferia el seu pare. El cert és que durant el temps que Lotari i Gregori van negociar els tres prínceps van aconseguir guanyar a la seva causa molts dels senyors, bé per regals o per promeses; la nit després de l'entrevista els senyors guanyats pels prínceps van desertar amb la seva gent i l'endemà Lluís el Pietós es va trobar gairebé sol fora dels prelats i senyors sempre lleials als que per salvar la vida el mateix emperador va aconsellar retirar-se al campament de Lotari o fugir, opció aquesta darrera triada per la major part.
Lluís va enviar emissaris als seus fills demanant que li fos evitat el deshonor de ser portat al campament rival pels soldats i els prínceps li van comunicar que anés al seu campament i ells el rebrien amb tot l'honor i respecte deguts. Així ho va fer Lluís el Pietós: en acostar-se els tres fills van baixar del cavall i el van anar a saludar; l'emperador els va abraçar i hi va parlar algun temps; els va recordar la seva paraula sobre l'emperadriu i el jove Carles, el seu germanastre i li van prometre que no els farien res i altres promeses que els va demanar. Conduït Lluís amb el seu fill Carles a la tenda de Lotari I, Judit fou portada a la tenda de Lluís de Baviera. Les promeses no es van mantenir i Judit fou enviada a l'exili al convent de Tortona a Llombardia.
Lotari va convocar una assemblea en què l'imperi fou declarat vacant i ell mateix fou proclamat emperador (oficialment se li va oferir el càrrec que va acceptar). Els tres prínceps van procedir a un nou repartiment de la monarquia conforme a la partició del 817 i cadascun va rebre el jurament dels senyors que esdevindrien els seus súbdits segons la nova partició i que estaven presents al lloc. Després d'això es van separar. Pipí va retornar a Aquitània (Pipí va ser restaurat al seu anterior estatus de rei), Lluís a Baviera i el papa a Roma. Lotari es va dirigir a França amb el seu pare que fou conduït sota una forta guàrdia, igual que el jove príncep Carles i en arribar a Soissons Lluís el Pietós fou tancat al monestir de Saint-Médard, on li fou prohibida qualsevol visita; Carles fou enviat a l'abadia de Prüm a la diòcesi de Trèveris.
Per l'1 d'octubre del 833 Lotari va convocar una dieta general a Compiègne que el va ratificar com a emperador i a la que va fer assistir al seu pare per utilitzar-lo en els seus designis. En aquesta assemblea va exigir un jurament de fidelitat dels prelats i senyors que hi van assistir, perquè sospitava que alguns eren fidels secretament al seu pare.
Lotari se'n va anar a Aquisgrà on va arribar el 29 de novembre, amb idea de passar-hi l'hivern. Llavors va fer anar a la cort al seu pare del qui malfiava. Però mentre les disposicions ignominioses adoptades envers Lluís a l'assemblea van ser conegudes per Pipí i Lluís que altre cop es van girar contra el seu germà doncs consideraven que s'apoderava de massa poder sense participació dels altres germans. També els prelats que havien participat en l'assemblea de Compiegne van començar a vacil·lar i alguns van fer públic el seu penediment; el poble va començar a murmurar i es van produir assemblees secretes de senyors de Germània, Aquitània i Borgonya on es va discutir sobre com alliberar Lotari de mans del seu fill. El duc Bernat de Septimània que vivia retirat a Borgonya a les terres familiars, con enemic declarat de Lotari i amb l'esperança de recuperar els seus honors es va unir al comte Guarí un dels més grans senyors de Borgonya i junts van treballar per aconseguir la lleialtat dels senyors del regne borgonyó, formant una lliga en favor de Lluís el Pietós. Al mateix temps Bernat va enviar missatgers a Pipí I d'Aquitània, el seu amic, per convindre la manera d'actuar per restablir al Pietós. El rei Lluís de Baviera va marxar amb el seu exèrcit cap a Frankfurt on va enviar missatgers al seu germà Lotari demanant que el pare fos tractat amb més humanitat, però aquestes protestes no van tenir efecte. Llavors Lluís es va acostar amb les seves tropes a Aquisgrà mentre Pipí preparava les seves també per avançar i unir-se al seu germà petit. Lotari, assabentat, va fer venir al jove Carles de l'abadia de Prüm i el va mantenir al mateix lloc que al pare i deposat emperador, sent portats primer a Compiègne, i després cap a París on considerava que la nobles li era més lleial que en cap altre lloc i a l'espera de l'arribada de les seves tropes a les que ja havia mobilitzat.
En arribar a París va saber que els comtes Egebard i Guillem (el seu escuder), amb altres senyors, havien decidit atacar-lo i arrabassar-li l'emperador. Però Lluís el Pietós els va dissuadir en benefici de la pau i va aconsellar no fer res precipitat. Mentre Pipí havia arribat ja a la vora del Sena amb l'exèrcit d'Aquitània però no podia travessar el riu perquè Lotari ja havia ordenat confiscar totes les barques i una inundació extraordinària s'havia emportat els ponts; al mateix temps Bernat i Guarí van arribar a l'inici de la quaresma amb les tropes borgonyones fins a la vora del Marne; el fred encara era rigorós i les forces es van haver d'aturar a Bonnœil (Bongilo). Poc després, el dissabte de la primera setmana de quaresma (26 de febrer) els dos senyors van enviar uns missatgers a Lotari, l'abat Rebald i el comte Gaucelm (ex comte, germà de Bernat) per demanar l'alliberament de l'emperador i el van advertir que si el deixava en les seves mans de bon grau, ells farien la pau i obtindrien la gràcia per Lotari, però si no haurien d'utilitzar la força; Lotari va contestar que era el més sensible de tots a qualsevol cosa en benefici del pare i que els senyors que l'acusaven havien estat abans els primers de trair l'emperador i entregar-lo a les seves mans; al·legava que la seva deposició havia estat canònica pel judici dels bisbes; a més deia que la diputació no era prou nombrosa i reclamava almenys dos abats i dos comtes, entre els quals hi hauria d'haver Odó d'Orleans, cosí de Bernat; Lotari tractava de guanyar temps per poder-se retirar i posar-se a cobert de l'exèrcit de Germània que conduït pel rei de Baviera avançava a bon ritme, i de l'exèrcit aquità que amb el borgonyó el podien rodejar. Lotari va deixar el seu pare i el germanastre Carles a l'abadia de Saint-Denis, i el darrer dia de febrer va marxar acompanyat només d'alguns senyors que van voler seguir la seva sort, cap a Borgonya, arribant a Vienne on va intentar sostenir-se i va reunir totes les tropes que va poder. Entre els que el van seguir Bartomeu de Narbona i Salomó bisbes d'Elna. El 7 d'abril va donar una carta a favor de l'església d'Elna datada a Clunac que podria ser Cluny a Borgonya.
Just retirar-se Lotari que els senyors que havien restat a Saint-Denís amb l'emperador van decidir que calia que l'emperador reprengués immediatament les marques de la seva dignitat però Lluís el Pietós va decidir demorar-ho fins l'endemà que era diumenge 1 de març. Llavors els bisbes reunits en una església li van retornar les armes i els ornaments reials
L'emperador va decidir no perseguir Lotari (contra el parer dels seus cortesans). Va marxar cap a Nanteuil i es va traslladar tot seguit a Quierzy a la riba de l'Oise on es va reunir amb Pipí i Lluís de Baviera, als que va rebre amb grans mostres d'afecte i reconeixement; L'emperador va fer la mateixa acollida als senyors del seu seguici i especialment als de l'exèrcit de Borgonya, i amb tots ells a la meitat de la quaresma va tenir a palau una dieta en la que Pipí for formalment restablert com a rei d'Aquitània que l'emperador li havia arrabassat 18 mesos abans. També va restablir en les seves dignitats als diversos senyors que es trobaven a la dieta i havien contribuït al seu alliberament. Després de la dieta de Quierzy Pipí va retornar a Aquitània. Lluís el Pietós va anar a Aquisgrà acompanyat de Lluís de Baviera i del príncep Carles; l'emperadriu Judit de Baviera va arribar poc després a la capital, alliberada del monestir de Tortona on romania quan es va saber el restabliment del seu marit; el seu marit altre cop va refusar formalment reconèixer-la com esposa fins que davant d'una dieta hagués estat exonerada dels crims de què havia estat acusada (cosa es devia produir a la següent dieta). Lluís el Pietós va mostrar altre cop la seva clemència amb una amnistia general per tots els qui havien participat en la revolta que li havia costat la pèrdua temporal del tron.
Mentre Lotari encara disposava de molts seguidors entre els quals Matfred antic comte d'Orleans i Lambert marquès de Bretanya. Els seus partidaris devastaven la Nèustria a la dreta del Loire. El comte Odó d'Orleans, del camp imperial, i altres senyors, van fer campanya entre el Loire i el Sena per fer front als atacs de Matfred i Lambert; els dos exèrcits es van trobar finalment i Odó fou derrotat i mort junt amb el seu germà el comte Guillem de Blois, el comte Guiu del Maine, i altres magnats. Lambert i Matfred no van saber aprofitar la seva victòria i temerosos que Lluís el Pietós marxés contra ells amb totes les forces i els rodegés, van demanar a Lotari acudir en el seu ajut.
Lotari estava aleshores a Vienne amb les seves tropes i es va dirigir a Châlons-sur-Saône on li va tancar les portes. Els principals senyors de Borgonya del partit imperial, entre els quals Guarí (probablement el mateix que Guerí de Provença comte de Maçon del 825 al 853, comte de Mémontois 832-853, i que després fou comte de Chalons-sur-Saône 835-853, i d'Auxois i d'Autun i marquès de Borgonya 844-853), Gaucelm, germà de Bernat de Septimània i el got Sanila el seu lloctinent (l'acusador de Berà el 820) havien arribat abans a aquesta vila i l'havien fortificat per retardar la marxa de Lotari, qui es va veure obligat a assetjar-la. Lotari la va conquerir en pocs dies i la va lliurar al furor dels soldats que la van incendiar pels quatre costats. Gaucelm, Sanila i un altre senyor de nom Madalelm foren executats sobre el camp. Guerí i altres senyors per salvar la vida van abandonar el partit imperial al darrer moment i van ser perdonats després de jurar fidelitat a Lotari. Encara insatisfet amb la seva venjança sobre Bernat de Septimània per mitjà del seu germà i el seu lloctinent, Lotari va fer agafar a una germana de Bernat de nom Gerberga, que era monja i es trobava aleshores a Chalons, on vivia en retirament i ocupada en tasques religioses (sanctimonialis) la va fer tancar en un bidó de fusta com una bruixa i enverinadora, sent tirada al riu Saona, morint lògicament ofegada.
L'emperador era llavors a Langres on a mig agost va tenir una dieta a la que estava present Lluís de Baviera amb els seus homes. Informats que Lotari avançava cap a Orleans després de prendre Chalons, es van posar en campanya i van perseguir al príncep, al qui van atrapar finalment al Maine on s'havia reunit amb els comtes Matfred i Lambert; els dos exèrcits estaven en posició de lliurar batalla quan l'emperador una vegada més va obrir negociacions; no obstant Lotari es va mostrar inflexible i després de tres dies de converses va refusar la pau i va amenaçar els enviats de l'emperador. En aquests tres dies Lotari va intentar atreure al seu camp a la gent de l'emperador però sense èxit; al quart dia, a la nit, va decidir aixecar el camp i anar cap a Blois. L'emperador i el rei de Baviera el van seguir de prop i el van atrapar a la vora del Loire prop del castell de Blois on Pipí d'Aquitània es va reunir amb el seu pare i germà petit; l'acompanyava Berenguer de Tolosa i de Septimània i Gòtia, conegut com el Savi per la seva probitat i encert: Lotari va fer intent d'atacar els imperials però finalment es va abstenir.
L'emperador va enviar al campament del seu fill a tres emissaris per demanar la seva submissió: Baradadi bisbe de Paderborn, Berenguer de Tolosa i Septimània i el duc Gebehard; els tres van demanar Lotari d'anar al campament del pare i sotmetre's; Lotari va demanar temps per reflexionar i acabaven de marxar quan els va fer cridar per consultar amb ells mateixos sobre què fer; els enviats van recomanar la submissió perquè l'emperador estava ben disposat al perdó. Lotari els va escoltar i es va presentar al campament patern on Lluís el Pietós l'esperava entre Pipí i Lluís de Baviera i molts altres senyors. Lotari es va presentar acompanyat per Hug de Tours el seu sogre i per Matfred d'Orleans entre altres senyors fidels. Lotari es va tirar als peus del seu pare que li va ordenar aixecar-se; després va reconèixer el seu crim i va demanar perdó; Lluís va fer un viu retret al seu fill i li va dir que per gràcia no li arrabassava el regne d'Itàlia on l'ordenava retirar-se i no sortir-ne sense permís, i li va exigir un nou jurament de fidelitat; l'emperador va perdonar al mateix temps als seus partidaris i els va permetre conservar els béns després de rebre el jurament de fidelitat. Després l'assemblea fou aixecada i cadascun va retornar al seu territori.
L'emperador Lluís el Pietós després del seu restabliment i consolidació va convocar una dieta a Attigny, a finals del 834 (a la festa de sant Martí l'11 de novembre) on es van anomenar alguns missi dominici per anar a províncies a restablir l'ordre que havia estat alterat per les contínues lluites a l'imperi entre 830 i 835; un dels mals eren l'existència de bandits que desolaven territoris. Després d'aquesta dieta l'emperador en va convocar una altra a Thionville a començaments del 835. Aquesta fou una assemblea complexa i llarga. Els bisbes (hi havia presentes 8 arquebisbes i 35 bisbes entre els quals Cristià de Nimes i Sisebut d'Urgell) van examinar la conducta dels seus col·legues partidaris de Lotari: Ebles o Ebó de Reims fou deposat de la seva seu; els bisbes Agobard de Lió i Bernat de Viena que no van comparèixer després de ser citats, van ser condemnats per contumàcia i les seus declarades vacants. En aquesta dieta es va establir el nou repartiment del regne per la qual Lotari I rebia només Itàlia, Pipí i Lluís de Baviera van augmentar la part que els havia pertocat el 817 i així Pipí va rebre el territori entre el Loire i el Somme i una part de Borgonya, i Lluís la resta de Nèustria i una part d'Austràsia i Germània, i a Carles (el Calb) li fou assignada Suàbia, la resta d'Austràsia i de Borgonya, Provença i Gòtia i Septimània. L'emperador es va reservar de per vida l'autoritat suprema i no en va designar cap com a successor en el títol imperial per evitar gelosies. Es va reservar el dret d'augmentar o disminuir les parts de cadascun segons el futur comportament. Acabada la dieta els participants clergues van retornar als seus llocs d'origen i els senyors que hi havien assistit van anar a Metz on l'emperador es va fer coronar altra vegada el primer diumenge de quaresma.
L'emperador va convocar al juny següent una nova dieta a Crémieu (Stramiacum), al Lionès, pel mes de juny, a la que van assistir Lluís de Baviera i Pipí I d'Aquitània així com un gran nombre de delegats de Septimània i Gòtia. El tema principal de la reunió era la restitució dels honors de Bernat de Septimània, que aquest reclamava i al·legava que la seva família havia pagat un preu en sang per la defensa de l'emperador; però Berenguer de Tolosa, que tenia els honors, havia estat un lleial incondicional de l'emperador, tenia el suport popular, i era preferit per Lluís de Baviera i segurament per Pipí; el conflicte s'havia traslladat als senyors, dividits en dos bàndols, i al poble, i era complex, però es va resoldre sol; mentre Berenguer anava a l'assemblea va morir sobtadament i així Bernat va poder ser restablert sense problema tant a Septimània i Gòtia com al comtat i ducat de Tolosa. No obstant davant les queixes dels partidaris de Berenguer pel mal govern de Bernat l'emperador va enviar dos missi dominici per estudiar els conflictes i assegurar la tranquil·litat a les fronteres. Acabada la reunió Pipí i Lluís de Baviera van retornar als seus estats, i Lluís va anar a Aquisgrà amb la idea d'anar després a Frísia on la seva presència era necessària davant els atacs normands.
L'emperadriu Judit es va començar a adonar que la salut del seu marit ja no era bona, i patia perquè a la seva mort el seu fill Carles es trobaria sense suports a la mercè dels seus germanastres interessats a excloure'l, i va fer tot el possible per atreure a Lotari I al seu partit i el va defensar tant com va poder davant l'emperador que va acabar enviant missatgers al príncep buscant la reconciliació. Les negociacions van durar entre la dieta de Crémieu i el final d'any (835); després de Nadal l'emperador va enviar nous ambaixadors amb instruccions per demanar a Lotari d'enviar alguns dels seus consellers per a poder concloure els acords definitius. Esperant l'arribada dels delegats de Lotari l'emperador va celebrar dieta a Aquisgrà el dia de la Purificació de Maria o de la Candelera (2 de febrer del 836). Els bisbes presents van dirigir un escrit dividit en tres llibres pel qual demanaven a Pipí de restituir els béns usurpats pels senyors del regne a l'església a Aquitània; Pipí estava llavors a Aquitània on al mateix celebrava la dieta del seu regne i va rebre la notícia que la dieta va prometre complir. L'emperador va ordenar el mateix a Septimània on va enviar dos missi dominici per fer complir la seva decisió.
Quan els enviats de Lotari van arribar a Thionville s'estava celebrant una segona dieta convocada per l'emperador després de la Pasqua. Entre els delegats el principal era Vala de Corbie que va excusar a Lotari a causa d'una malaltia (unes febres). Es va concloure la pau i Judit va perdonar oficialment a Lotari sobre el que havia guanyat força influència. L'emperador comptant amb la sinceritat del príncep, va transmetre el seu afecte i els desitjos d'una propera recuperació i el va convidar a anar a Worms a la dieta de meitat de setembre. Però Lotari fou afectat altre cop per les febres i no hi va poder anar. Si que van estar presents a Worms Pipí d'Aquitània i Lluís de Baviera amb les seves tropes però el primer va haver de retornar aviat degut a disturbis produïts al seu regne. En aquesta assemblea l'emperador va restaurar a Agobard a la seva de Lió així com als altres bisbes partidaris del príncep, especialment Ebó de Reims. D'altra banda l'epidèmia que hi havia a Itàlia i que havia tingut un cert temps emmalaltit a Lotari, va matar a molts dels més fidels col·laboradors de Lotari que va quedar en una posició més dèbil.
Diversos conflictes van aparèixer aviat entre Lluís el Pietós i Lotari i el primer, convençut que el seu fill no actuava de bona fe, després de la dieta que va fer a Thionville al mes de maig del 837, va decidir passar a Itàlia per imposar a Lotari els seus deures i va cridar a Pipí i a Lluís de Baviera per acompanyar-lo, però les notícies dels atacs dels normands a les costes del nord de França el van obligar a abandonar el projecte i va anar a Nimega per reprimir els atacs. Lotari per la seva banda, lluny d'obeir el seu pare que li havia ordenat restituir diversos ben usurpats a esglésies, i especialment a la de Roma, va fer arrestar als enviats de l'emperador al Papa i va fer fortificar els Alps per impedir als imperials entrar a Itàlia.

### Tercera guerra civil
L'hivern del 837 Lluís el Pietós va celebrar una nova dieta a Aquisgrà a la que va convidar als seus fills. Pipí no hi va anar però va enviar delegats; Lluís de Baviera hi va assistir personalment. L'emperador, segurament a petició de Judit de Baviera, va decidir un nou repartiment en què Carles incrementava la seva part a costa de Pipí i Lluís assignat en el repartiment de Thionville del 835, especialment la Nèustria entre el Meuse i el Sena i entre el Sena i el Somme (aquests territoris eren de Pipí). Carles va rebre el jurament dels seus futurs vassalls presents a l'assemblea.
Lluís de Baviera i els delegats de Pipí I d'Aquitània no va gosar a oposar-se però acabada la reunió Lluís va retornar a Baviera i va mostrar el seu enuig, i es va posar en contacte amb Lotari I al que va demanar una entrevista. Aquesta es va fer a la quaresma del 838 al Trentí (Trentino), però l'únic acord a què es va arribar fou, almenys en aparença, mantenir la lleialtat al pare. L'emperador es va assabentar de la reunió (tot i que era secreta) i va mobilitzar a les seves forces pel que pogués esdevenir i llavors va cridar a Lluís a passar la Pasqua a la seva cort. Lluís va obeir i es va voler excusar de la conferència amb el seu germà, però el Pietós li va arrabassar més territoris que li havien correspost al repartiment del 835 a la França oriental i va reunir una dieta a Nimega el mes de juny en què va formalitzar el nou repartiment; després va convocar una nova reunió o dieta a Quierzy-sur-Oise per la tardor.
Judit de Baviera havia intentat aconseguir una aliança amb Lotari I perquè aquest fou el protector de Carles, però després d'un cert èxit inicial ara donava el seu intent per fracassat i va voler intentar el mateix amb Pipí d'Aquitània; també va obtenir un èxit notable. Pipí va anar a la dieta de Quierzy-sur-Oise des de Turena on estava. Abans de sortir va concedir estant a Saint-Martin en Campagne, el 3 de setembre del [838], un diploma a Agila, abat de la Grassa, amb la confirmació dels béns i privilegis concedits pel seu pare l'emperador a l'abadia, document en què s'esmenta al comte Belló (comte de Carcassona de vers el 790 al 810) i a Guisclafred (comte 810-821), fill de l'anterior (germà d'Oliba I, comte 821-837, que no és esmentat al document)
Pipí va arribar a Quierzy el setembre i l'emperador el va tractar exquisidament; la seva dona Judit ja l'havia informat que estava ben disposat a ser el protector de Carles. Pipí a petició del pare, va prometre que viuria en pau amb Carles i seria el seu protector, i fins i tot va consentir un nou increment dels territoris assignats a Carles a costa del seu propi territori; en aquest cas el territori afegit al domini de Carles fou el Maine és a dir la part de Nèustria entre el Loire i el Sena. Després el Pietós va donar el cinturó militar a Carles que tenia 14 anys i li va posar la corona al cap i el va fer reconèixer pels presents; els vassalls del seu futur regne que estaven presents li van jurar fidelitat. Entre el clergat estaven presents a la reunió Bartomeu de Narbona, Esteve de Besiers, Agobard de Lió, Bernat de Viena i Aigulf de Bourges. A la reunió es van presentar delegats dels gots de Septimània, l'antic partit de Berà i després d'Aissó i Guillemó, queixant-se del duc Bernat de Septimània, oficialment perquè usurpava béns de l'església però en realitat això amagava un enfrontament polític entre un partit defensor de les peculiaritats regionals i un partit imperial centralitzador; els delegats van demanar el manteniment de l'ús de les seves antigues lleis (avitam eis legem conservarent) i l'enviament de missi dominici que els fou acordada; com a missi foren designats (a proposta dels propis delegats) Adrevald abat de Flavigny (Borgonya) que havia estat enviat per l'emperador a una important missió amb el papa Gregori IV l'any anterior, el comte Bonifaci de Toscana, antic governador de Còrsega i flagell dels pirates sarraïns a l'illa, i el comte Donat, que havia estat a Septimània durant la revolta d'Aissó; i devia haver un quart missus eclesiàstic que no és esmentat. Al final de l'assemblea Lluís el Pietós va retornar a Aquisgrà i el jove Carles va anar al Maine per prendre possessió d'aquest territori. Possiblement la preferència de Lluís pel seu fill més petit Carles, estava influïda per la seva esposa Judit que per la seva bellesa exercia un gran domini en les decisions de l'emperador. Pipí va tornar a Aquitània i va morir a Poitiers el 13 de desembre del 838 sent enterrat a l'església de la Santa Creu del monestir de Santa Radegunda de la mateixa ciutat. Va córrer el rumor que un cometa aparegut poc abans havia presagiat la seva mort.
Lluís el Pietós proclamà son fill (i de la seva segona esposa) Carles, com a rei d'Aquitània. Els aquitans però, triaren el fill de Pipí, Pipí II.

## Matrimoni i fills
En 822, casà amb Ringarda, filla del comte Teodebert de Madrie, amb qui tingué dos fills mascles (tots dos sense descendència) i dues filles:
- Filla (nom desconegut) casada amb Gerard comte d'Alvèrnia mort a la batalla de Fontenoy el 25 de juny del 841
- Filla (nom desconegut) casada amb Ratari comte de Llemotges o del Llemosí mort a la batalla de Fontenoy el 25 de juny del 841
- Pipí II (823-després de 864), el seu successor en Aquitània
- Carles (abans de 825/830-4 de juny de 863), que fou abat de Corbie i després arquebisbe de Magúncia, i breument va reclamar el regne.